# Smarden
Smarden är en ort och civil parish i grevskapet Kent i sydöstra England. Orten ligger i distriktet Ashford, cirka 13 kilometer väster om Ashford. Tätorten (built-up area) hade 663 invånare vid folkräkningen år 2021.